# Zamek w Witostowicach
Zamek w Witostowicach (niem. Schloss Schönjohnsdorf) – zabytkowy zamek na wodzie w Witostowicach.

## Historia
Zamek zbudowano w pierwszej połowie XIV w.. Była to własność książąt piastowskich, jednak jeszcze w średniowieczu zamek przeszedł w ręce rycerskie. Składał się z wieży, budynku mieszkalnego, kaplicy i budynków gospodarczych. Całość otaczał mur i fosa. Zamek był kilkakrotnie przebudowywany w XVI i XVII w. Powstał wówczas regularny układ zbliżony do kwadratu.  
W 1736 zamek znalazł się w posiadaniu cystersów z pobliskiego klasztoru w Henrykowie. Zakonnicy zlecili pracowni rzeźbiarzy Jaschke z Barda wykonanie figur śś. Jana Nepomucena i Floriana. W XVIII wieku zespół spłonął. Odbudowano go zacierając częściowo cechy obronne. W 1810 roku zamek został odebrany zakonnikom w wyniku sekularyzacji ich majątków.  
Po 1945 roku zamek użytkował PGR. W latach 1969-1970 zamek wyremontowano. W 1994 roku zamek stał się własnością prywatną. Właściciel odrestaurował parterową część środkowego skrzydła zamku wraz z renesansową kaplicą. Za zgodą właściciela zamku kaplica jest czynna w każdą niedzielę i święta. Obecnie zamek przeznaczony jest do sprzedaży. 

## Architektura

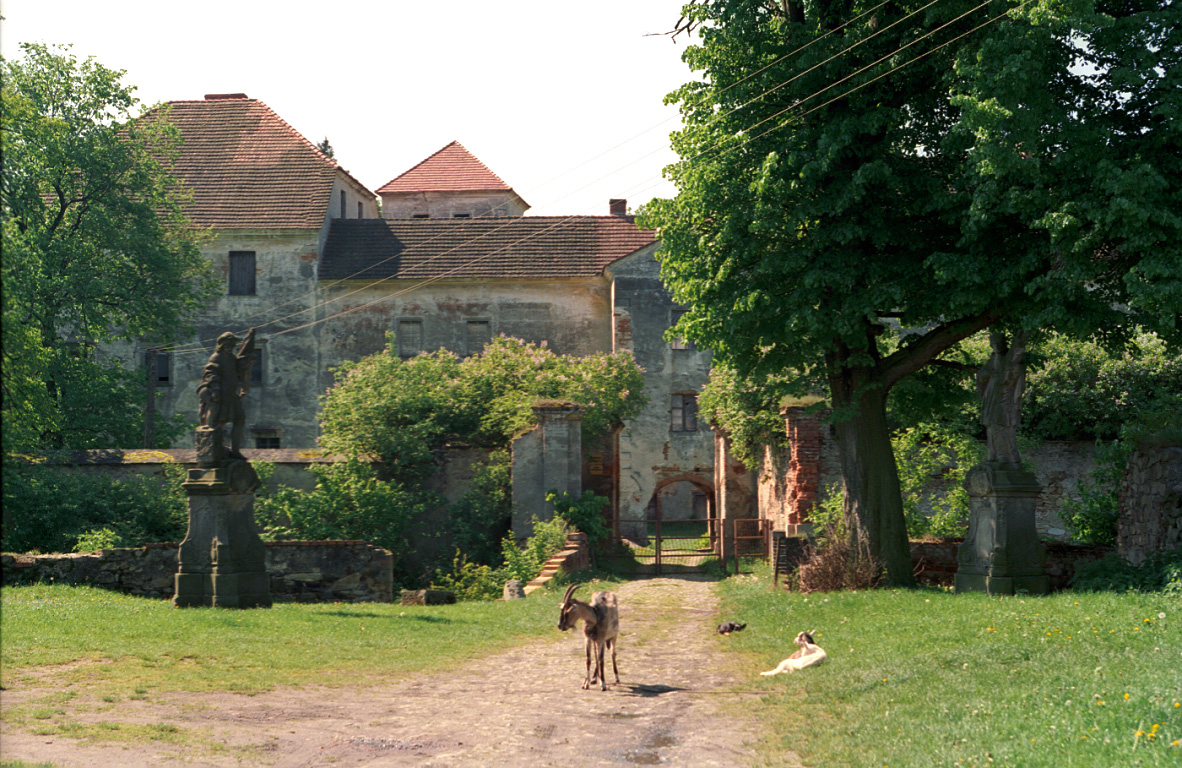
Wejście do zamku

W obrębie zamku znajdują się budynki mieszkalne i gospodarcze składające się na trzy skrzydła, otoczone fosą. Z czwartej strony dziedziniec zamyka mur kurtynowy z dwóch stron zakończony kolistymi basztami. Do obiektu przylega park otoczony murem. Zamek charakteryzuje się podwójną fosą: zewnętrzną i wewnętrzną, rozdzieloną ziemnym wałem obronnym z bastejami.  